# Philoscia tenuissima
Philoscia tenuissima là một loài chân đều trong họ Philosciidae. Loài này được Collinge miêu tả khoa học năm 1915.